# 张履谦 (1926年)
張履謙（1926年3月1日—），男，湖南长沙人，中国雷达及航天电子技术专家，中国工程院院士。

## 生平
父亲为中医。抗日战争时期，在常宁县太坪村的湖南广益中学读高中。在卢永小学教了一年书。1946年秋考入清华大学电机工程系电信专业，1947年参加反内战、反迫害、反饥饿运动。1948年8月加入了共产党的外围组织——中国民主青年联盟，积极参加校外社会活动。1948年10月秘密加入共产党。1949年2月随贺敬之参加对石景山钢铁厂的军事接管。1951年毕业分配到军委通信部雷达处，担任技术员，1951年底任雷达处干扰与抗干扰技术组组长，参与抗美援朝雷达电子对抗事业。1954年随部门调整至解放军电子技术研究所雷达干扰及抗干扰研究室，职务为副主任、主任。1956年参加了国务院《12年长期科学技术发展规划》中有关雷达及电子对抗章节的制定。
1957年随研究所调整至国防部第五研究院二分院雷达设计部，任研究室主任、设计部副主任。1964年，国防科委树立他为国防科研战线上的标兵。1965年，集体转业，任第七机械工业部某院某所副所长。
1979年，任东方红二号试验通信卫星工程地面测控系统总设计师。1985年调航天部科技委任常委、研究员，从事卫星方面的工作。

## 奖项和荣誉
1984年荣立航天部一等功。单脉冲导弹精密跟踪雷达获全国科学大会奖一次、卫星超远程引导雷达获国家科技进步奖一等奖，地球同步试验通信卫星微波统一测控系统获国家科技进步奖特等奖。1995年当选为中国工程院院士。1997年获何梁何利基金科学技术进步奖。中国载人航天工程突出贡献者奖。

## 著作
- 张里（笔名）：《雷达》北京：人民邮电出版社，1964

## 家人
- 夫人力伯畏